# Bătălia de la Focșani (1789)

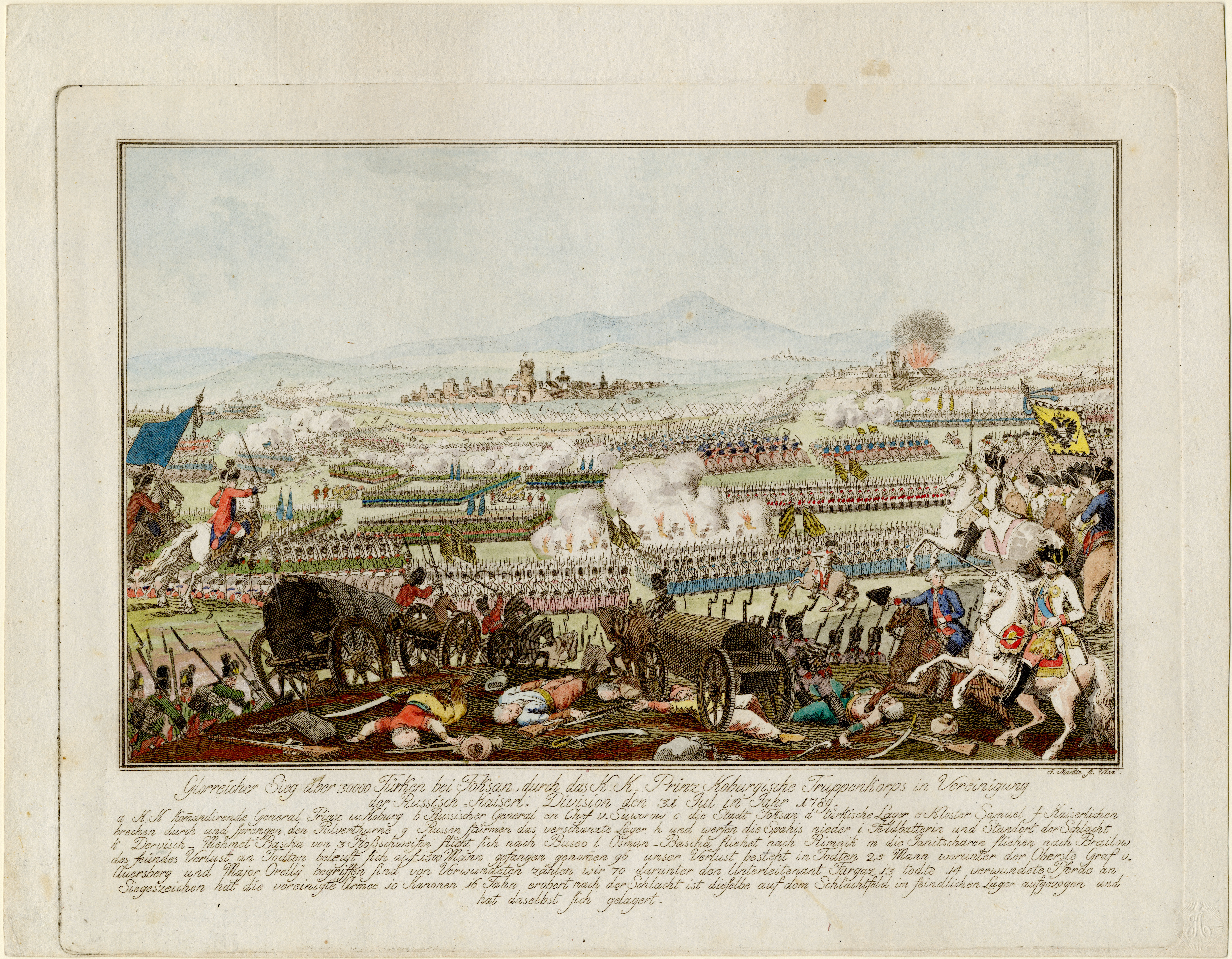
Trupe Austriece și Rusești la Focșani

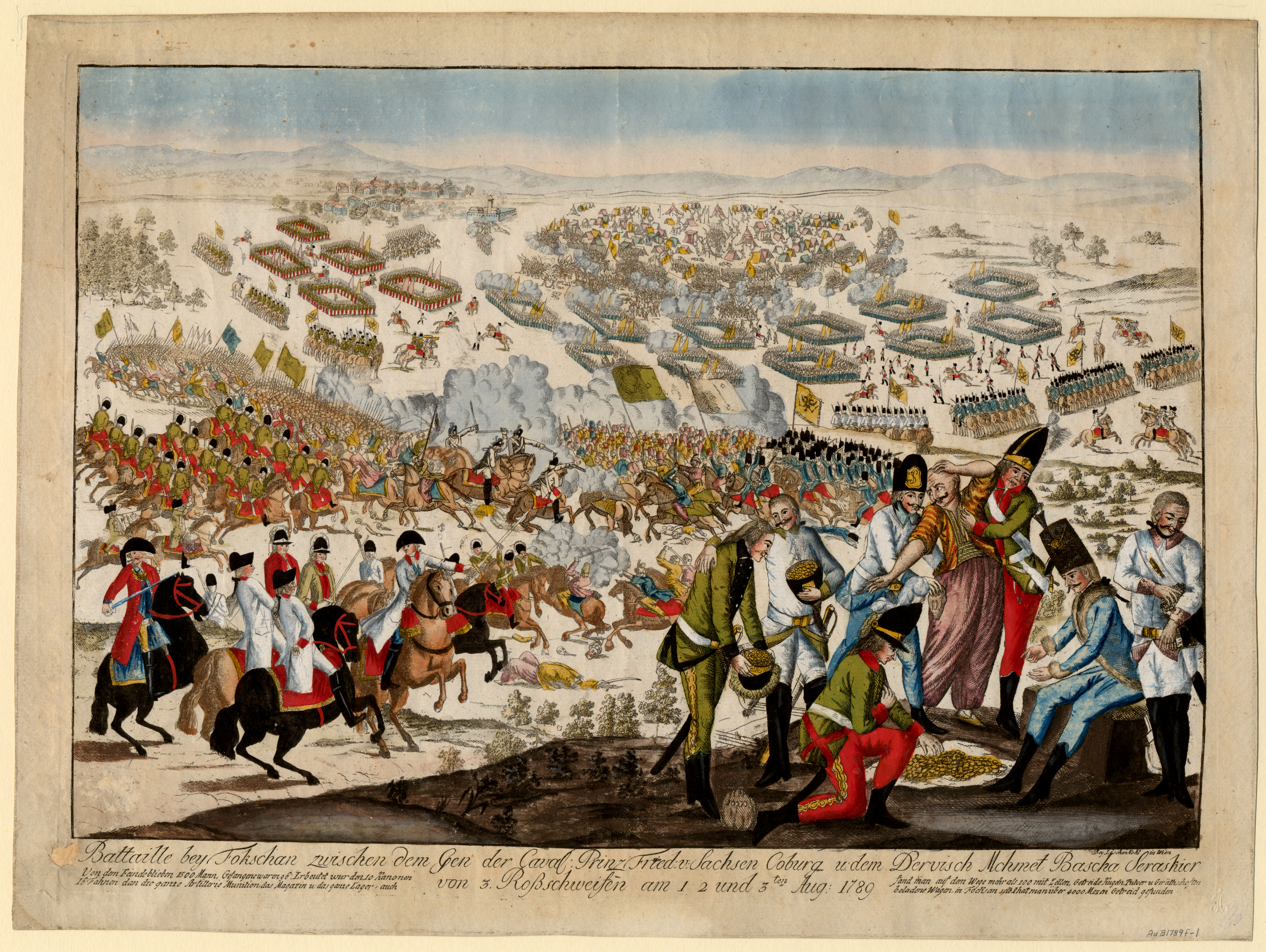
Focșani 1 august 1789

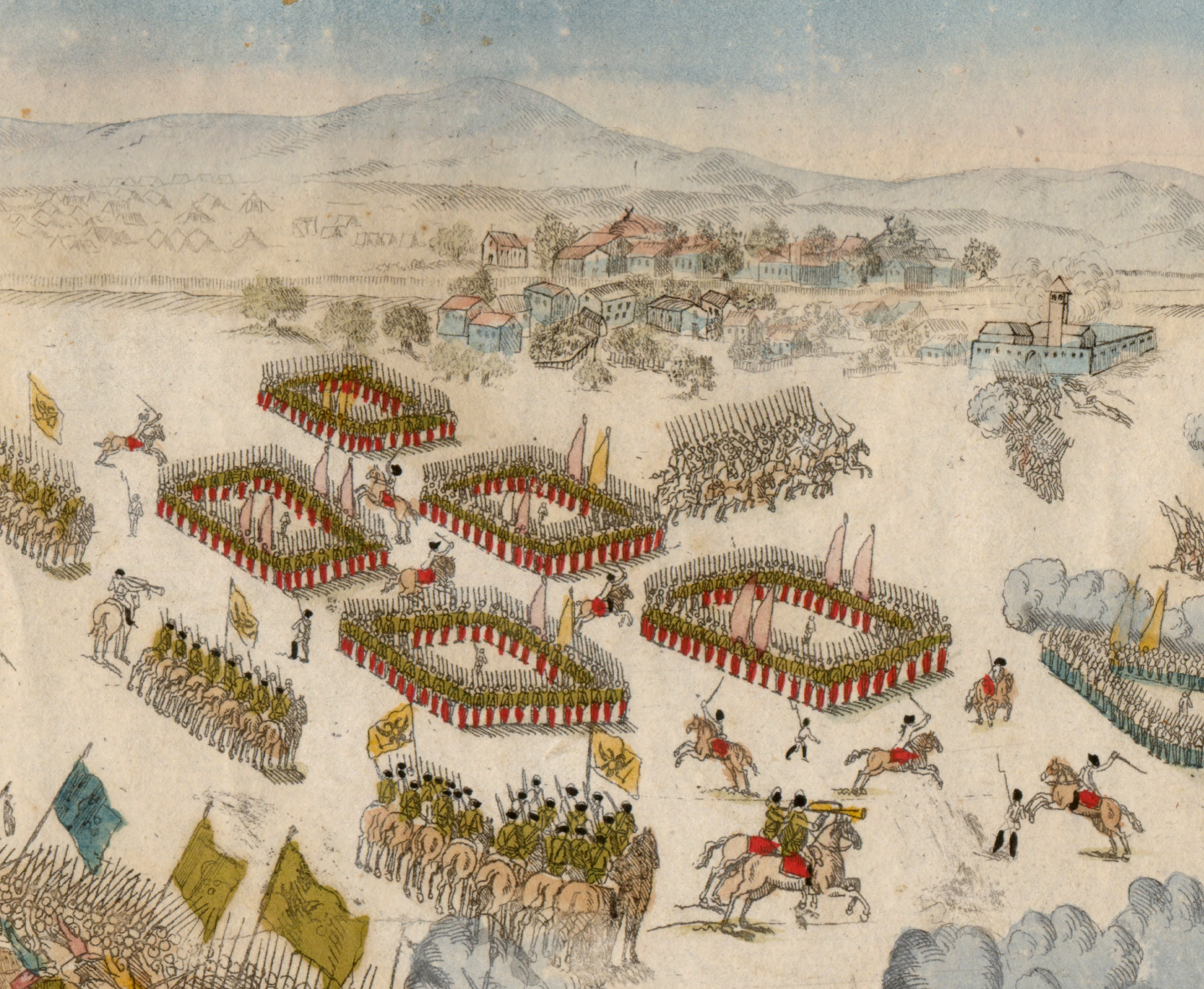
Detaliu asediul Mănăstirii Sf. Samuel

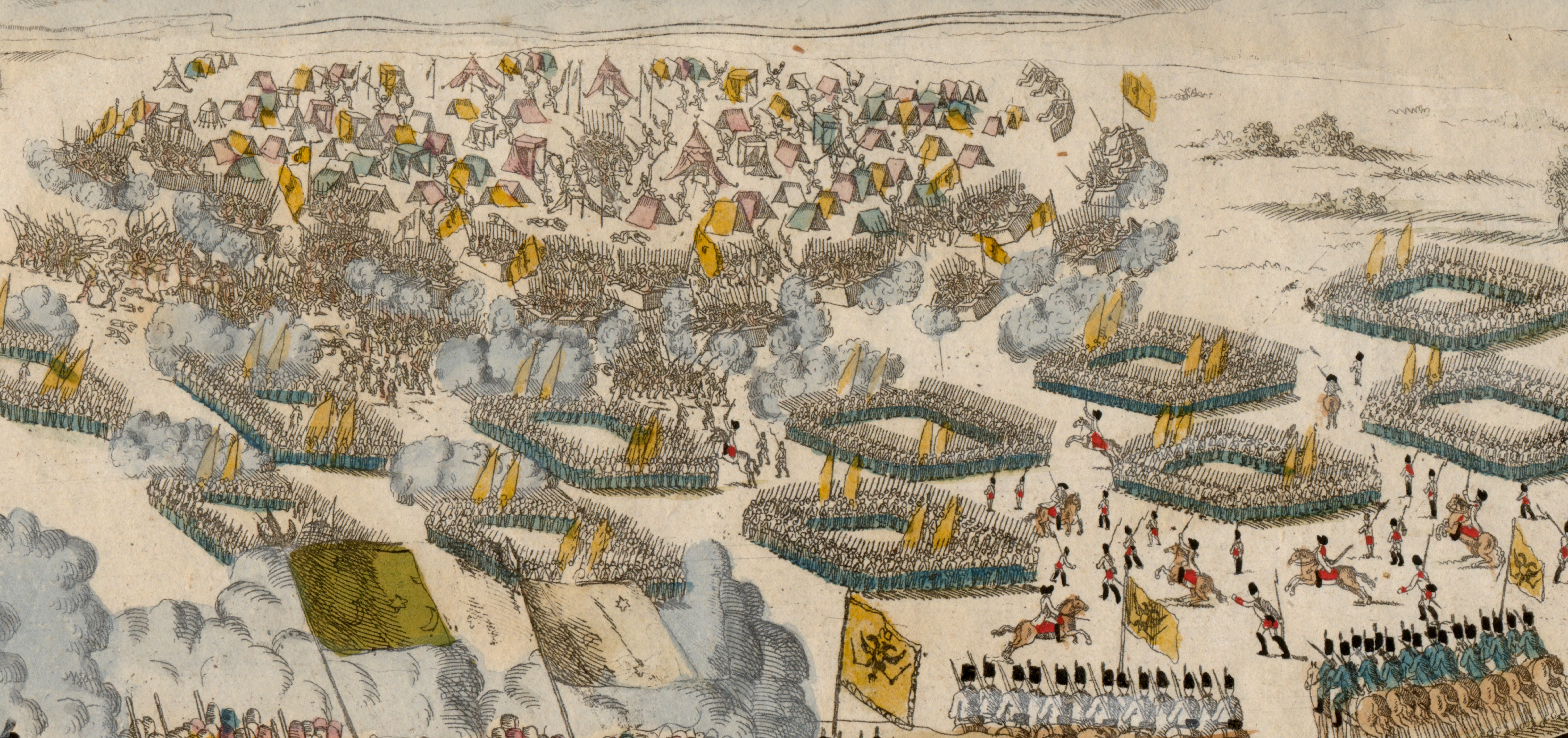
Tabăra turcilor

Bătălia de la Focșani a fost o bătălie în timpul războiul ruso-austro-turc din 1787-1792 care a avut loc pe 21 iulie 1789, între Imperiul Otoman și o alianță formată între Imperiul Rus și cel Austriac lângă Focșani, Moldova (în prezent România). 
Rușii au fost conduși de Alexandr Suvorov, austriecii de Frederic Josias, Prinț de Saxa-Coburg-Saalfeld, iar otomanii de Marele Vizir Koca Yusuf Pașa.
Armata austriacă a numărat 18.000 de soldați, cu o infanterie maghiară și unele forțe de cavalerie, în timp ce cea rusă a numărat 7.000 de soldați. Otomanii au avut  cca. 30.000 de soldați. Aliații au luat cu asalt tabăra fortificată otomană și i-au izgonit pe turci, cu pierderi de 2.000 soldați.
La 26 iulie, Coburg, aflat în tabăra de la Parava, a primit informații despre trimiterea de către otomani  a 20.000 de soldați pentru a-l sprijini pe Nicolae Mavrogheni. Temându-se că propria sa armată, ce număra un efectiv de infanterie de 13.244 soldați  și un efectiv de 5.735 de cavaleriști, era prea mică pentru a rezista, Coburg îi cere sprijin lui Suvorov, care avea tabăra la Bârlad. Întrucât Prințul Repnin îl autorizase pe Suvorov la începutul lunii să colaboreze, acesta și-a unit forțele cu Coburg în apropiere de Adjud.
La 30 iulie , forțele ruso-austriece se deplasau pe trei coloane :  două mergând spre Mărășești și una care înainta spre Focșani. Pe data de 31 iulie trupele se aflau în zona râului Putna, podul fiind păzit de colonelul austriac Andreas Karaczay, aflat în fruntea unui detașament. Trupele trec râul Putna, pe un pod de vase, pe 1 august. Rușii și trupele austriece ale lui Karaczay o iau spre stânga , iar austriecii conduși de locotenentul general, Baron Von Levenehr și Prințul de Coburg (comandant suprem) - spre dreapta. În drumul spre Focșani, armata aliată era organizată pe trei linii.
După un atac asupra aripii drepte a armatei austriece, generalul Splenij, având în subordine unitățile imperiale Kaiser, unități de husari și de secui, izbutește să-i pună pe turci pe fugă. În luptă s-a distins Michael von Kienmayer care prin raidul său a capturat tabăra turcă și i-a împins pe aceștia in râul Putna.
Ajungând în fața Focșani-ului, rușii și austriecii organizează ordinea de bătaie în cinci rânduri. Primele două rânduri erau ocupate de infanterie, iar celelalte trei de cavalerie. Când Suvorov a identificat principala forță a armatei otomane  de 30.000 de oameni la Focșani, el și Coburg au decis fără întârziere să atace și au înaintat spre sud-vest într-un arc concav.
Trupele aliate ruso-austriece bombardează aripa stângă a turcilor. Atacul s-a dat cu cinci divizii austriece și două unități ruse. Turcii au fost siliți să se retragă, Mănăstirea Sf. Samuel fiind bombardată și cucerită de austrieci. 
Turcii au pierdut 1.500 soldați, alți 96 fiind luați prizonieri. Rușii și austriecii au capturat 10 tunuri și 16 steaguri. Pe drumul Râmnicului s-au mai luat 100 căruțe încărcate cu provizii, corturi, bagaje, ghiulele și praf de pușcă.

## Ordinul de luptă
Lista unităților care au alcătuit armata ruso-austriacă la Focșani.
Unități ruse:
- Regimentul de Muschetari  Apșeron
- Regimentul Muschetari Rostov
- Regimentul Muschetari Smolensk
- Regiment Vânatori
- 2 Batalioane Grenadieri
- Regimentul de dragoni Razan
- Regimentul de dragoni Starodub
- Regimentul de dragoni Cernigov
- Cazaci

Unități austriece:

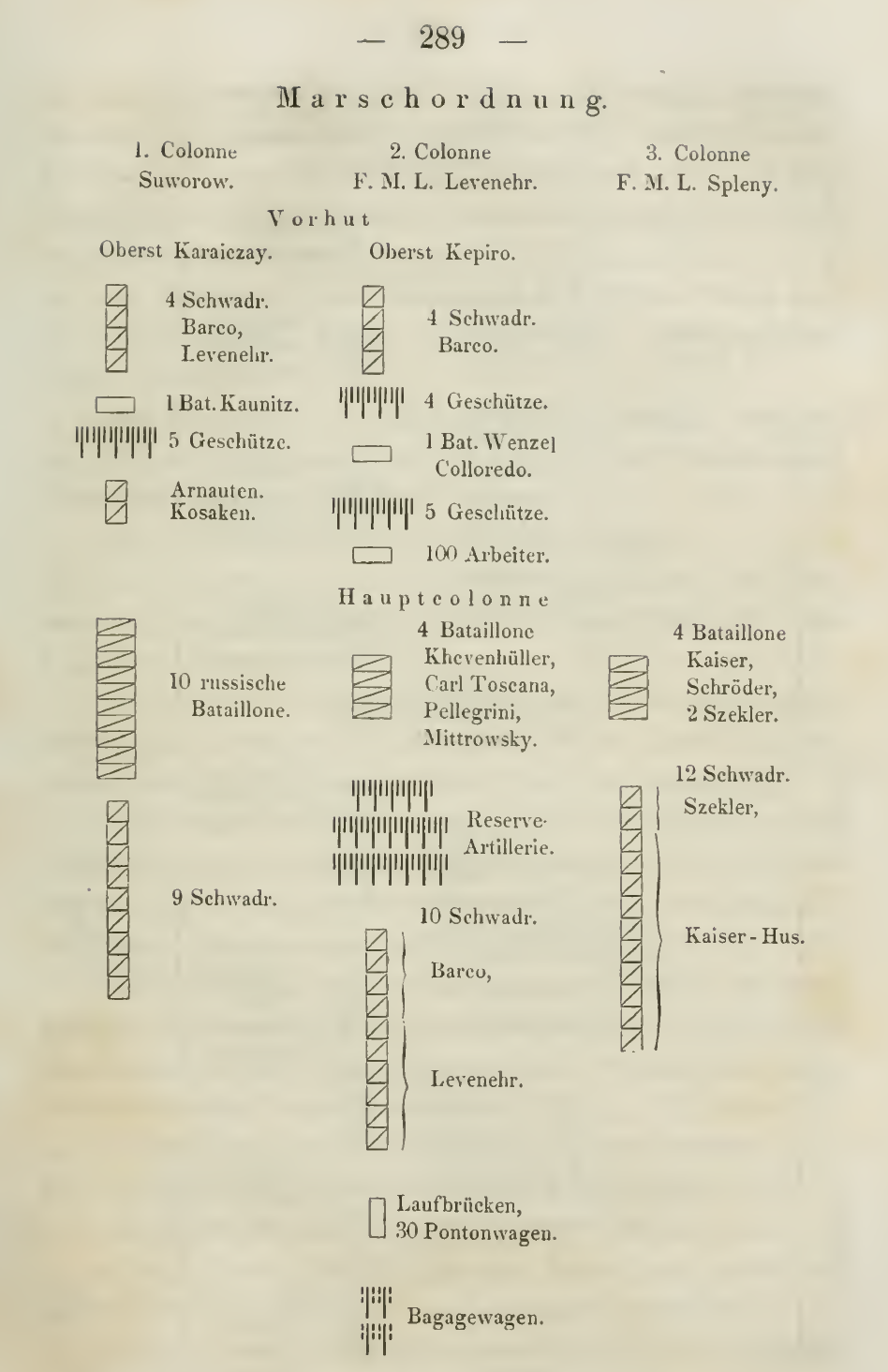
La 30 iulie, forțele ruso - austriece se deplasau pe trei coloane: una înainta spre Focșani, celelalte două mergând spre Mărășești. La 31 iulie, trupele se aflau în zona râului Putna, podul fiind păzit de colonelul austriac Karaczay, aflat în fruntea unui detașament.

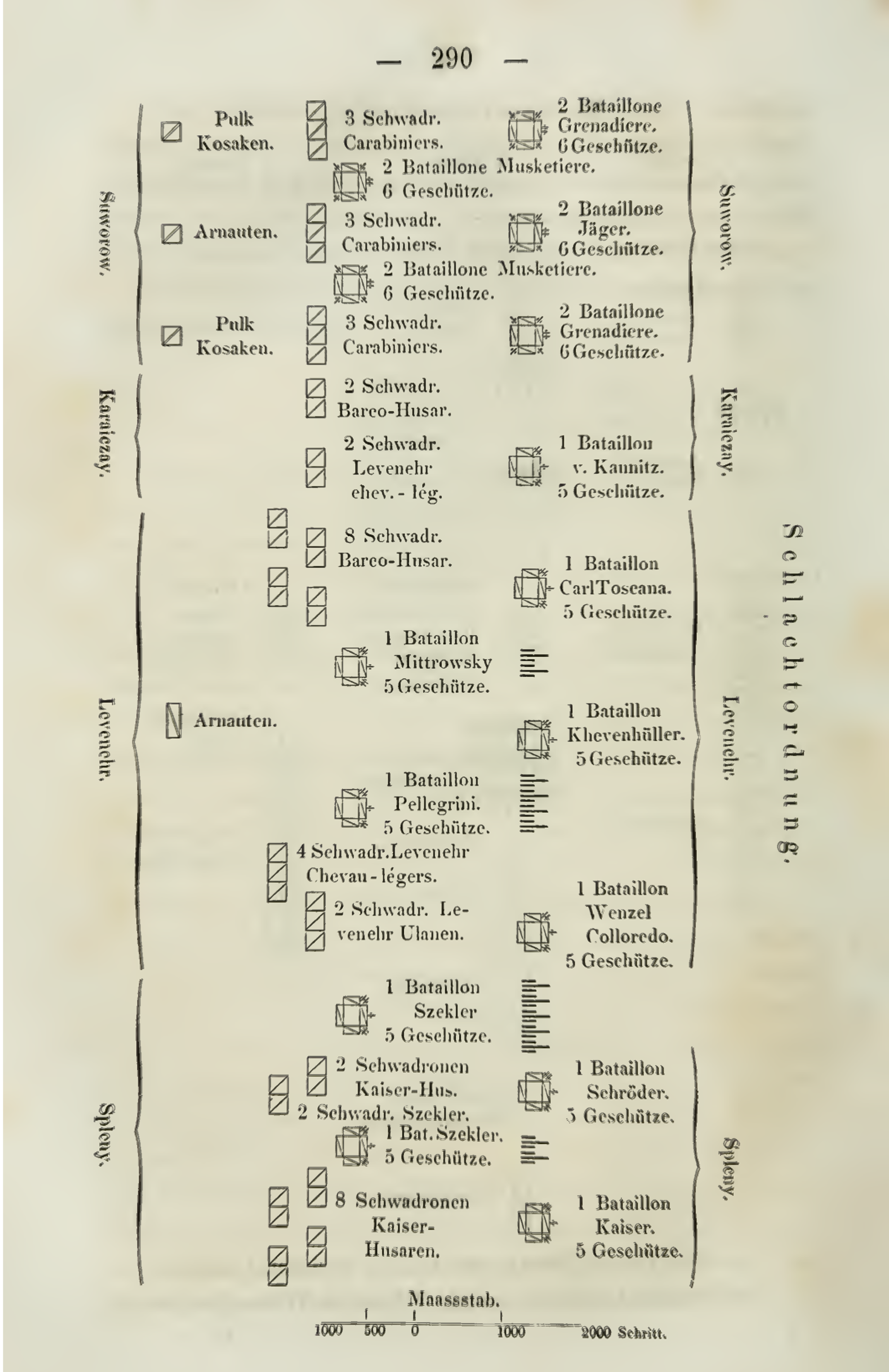
Ordinul de luptă

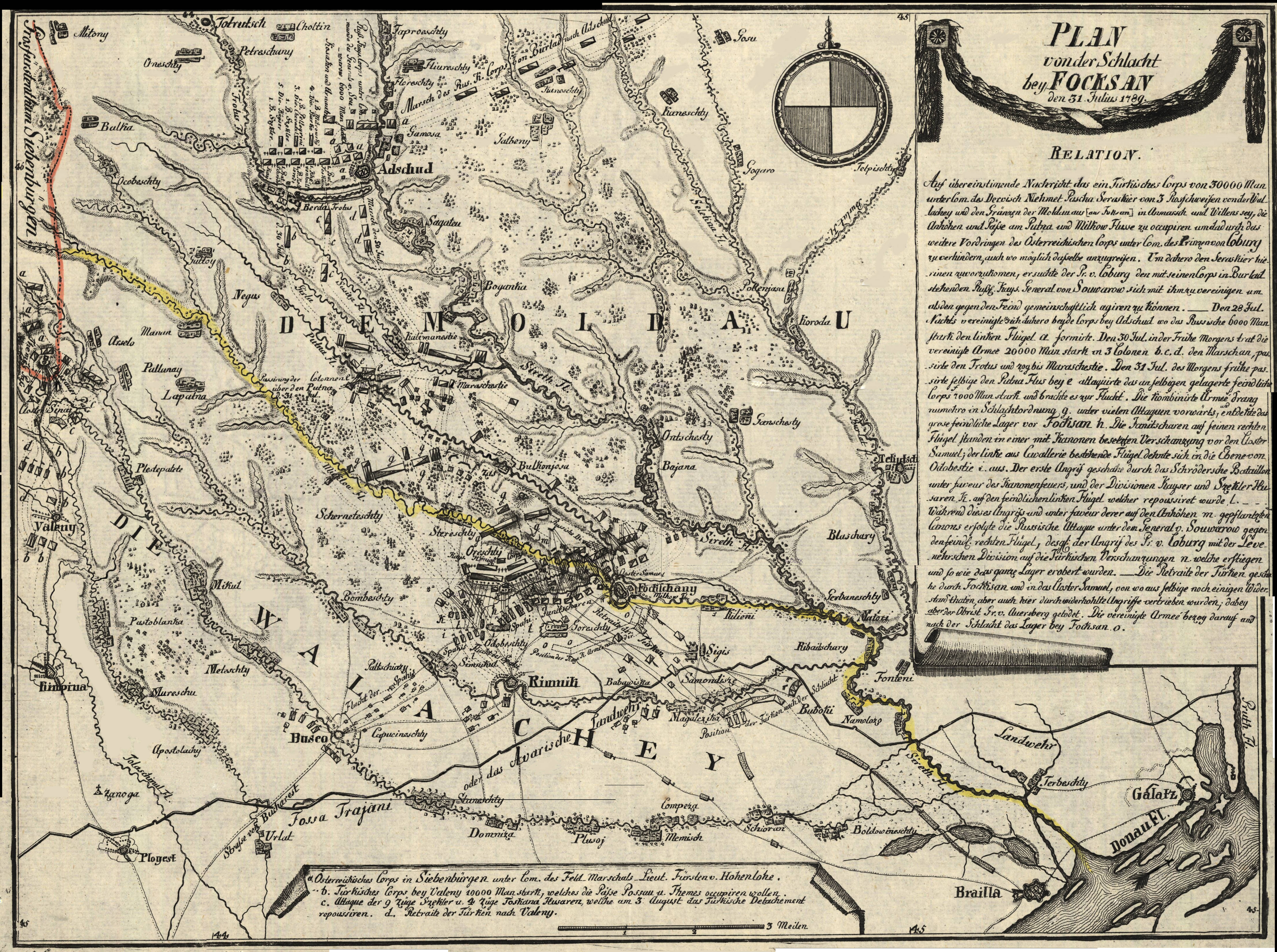
Planul luptelor de la Focșani

- Regimentul de infanterie imperial Kaiser
- Regimentul de infanterie Kaunitz
- Regimentul de infanterie Schröder
- Regimentul de infanterie Wenzel Colloredo
- Primul regiment grăniceri secui Grenz (Erste Szekler Grenz Regiment)
- Regimentul 2 de grăniceri secui (Zweite Szekler Grenz Regiment)
- Batalionul de grenadieri Karl Toscana
- Khevenhüller Grenadier Battalion
- Batalionul de grenadieri Mittrowsky
- Batalionul de grenadieri Pellegrini
- Regimentul Levenher Chevauxlege
- Regimentul Barco Hussar
- Regimentul Kaiser Hussar
- Regimentul de hussari secui
- Arnăuți (Trupe auxiliare- menționați în anumite surse ca fiind localnici cu uniforme de inspirație din Țara Românească:suman-Oberrock maro cu mâneci colorate[7]).

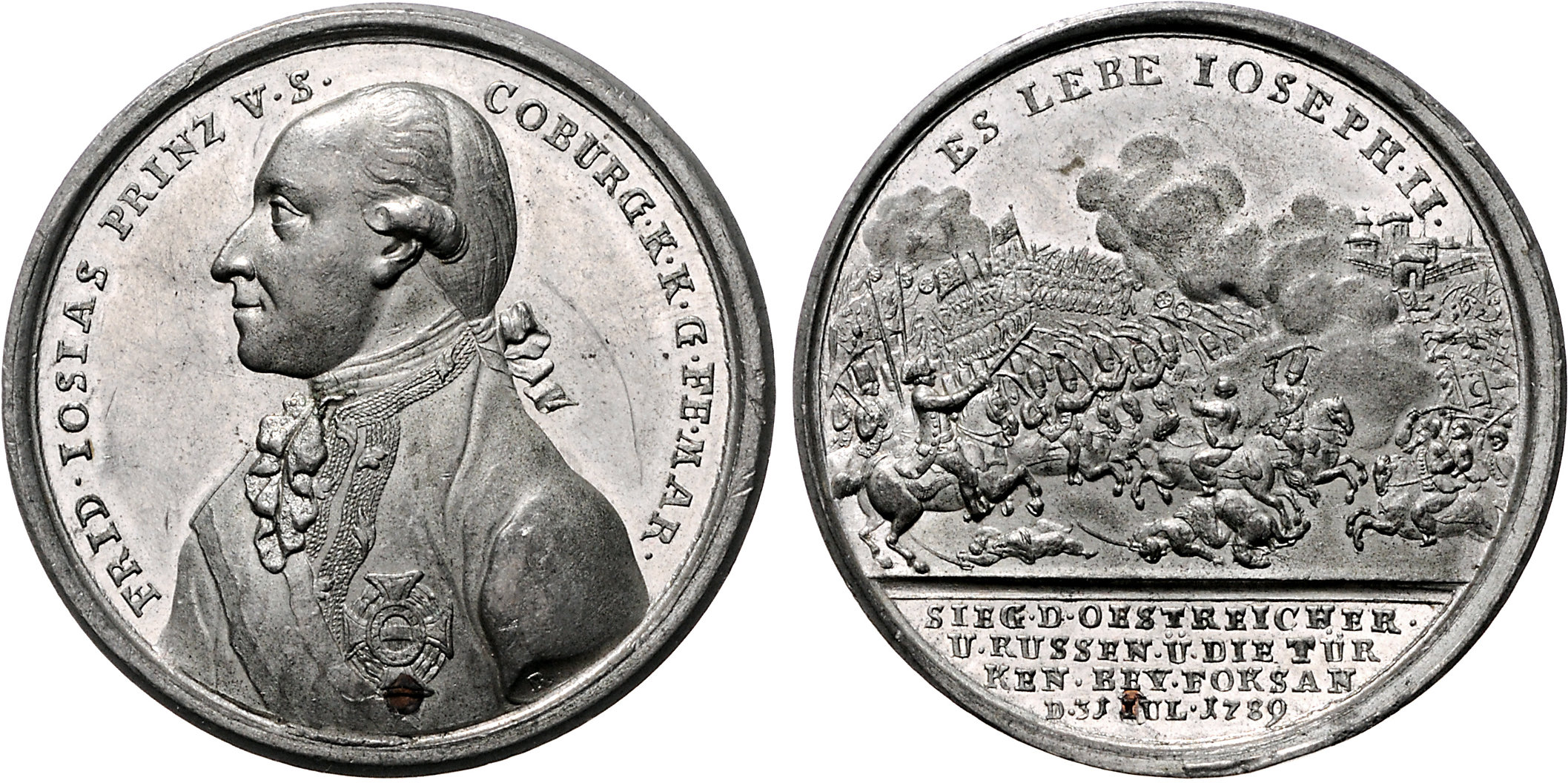
Medalie comemorativă austriacă